# Opere di Duccio di Buoninsegna
Elenco delle opere di Duccio di Buoninsegna, in ordine cronologico.
| Opera                                            | Titolo                                            | Data               | Dimensioni     | Tecnica                              | Localizzazione                                  |
| ------------------------------------------------ | ------------------------------------------------- | ------------------ | -------------- | ------------------------------------ | ----------------------------------------------- |
| Miniatura Madonna Gualino                        | Madonna Gualino                                   | 1280-1283          | 157×86 cm      | tempera e oro su tavola              | Galleria Sabauda, Torino                        |
| Miniatura Madonna di Crevole                     | Madonna di Crevole                                | 1283-1284          | 89×60 cm       | tempera e oro su tavola              | Museo dell’Opera del Duomo, Siena               |
| Miniatura Madonna Rucellai                       | Madonna Rucellai                                  | 1285 (commissione) | 450×290 cm     | tempera e oro su tavola              | Galleria degli Uffizi, Firenze                  |
| Miniatura Vetrata del Duomo di Siena             | Vetrata del Duomo di Siena                        | 1287-1288          | 560×560 cm     | vetri colorati e dipinti a grisaglia | Museo dell’Opera del Duomo, Siena               |
| Miniatura Crocifisso di San Francesco a Grosseto | Crocifisso di San Francesco a Grosseto            | 1285 circa         | 286×192 cm     | tempera su tavola                    | Chiesa di San Francesco, Grosseto               |
| Miniatura Madonna col il Bambino e sei angeli    | Madonna col il Bambino e sei angeli               | 1300 - 1305        | 97×63 cm       | Tempera e oro su tavola              | Galleria nazionale dell'Umbria, Perugia.        |
| Miniatura Madonna Stroganoff                     | Madonna Stroganoff                                | circa nel 1300     | 23,8×16,5 cm   | tempera e oro su tavola              | Metropolitan Museum of Art, New York.           |
| Miniatura Polittico n. 28                        | Polittico n. 28                                   | 1300-1305 circa    | 138,6×241,5 cm | tempera e oro su tavola              | Pinacoteca Nazionale, Siena                     |
| Miniatura                                        | Maestà del Duomo di Siena                         | 1308 - 1311        | 214×412 cm     | tempera su tavola                    | Museo dell'Opera Metropolitana del Duomo, Siena |
| Miniatura Nozze di Cana                          | Nozze di Cana Maestà del Duomo di Siena           | 1308 - 1311        | 43.5×46.5 cm   | tempora e oro su tavola              | Museo dell'Opera del Duomo, Siena               |
| Miniatura Resurrezione di Lazzaro                | Resurrezione di Lazzaro Maestà del Duomo di Siena | 1310-1311          | 43.5×46.4 cm   | tempora e oro su tavola              | Kimbell Art Museum, Fort Worth                  |